# Web designer
Web designer é o profissional competente para a elaboração do projeto estético e funcional de um website, popularmente conhecido como o profissional responsável pela criação de websites ou páginas de internet. Para o desenvolvimento de websites esse profissional deve ter a compreensão da aplicação em mídia eletrônica de disciplinas como: teoria das cores, tipografia, arquitetura de informação, semiótica, usabilidade, e conhecimento de linguagens de estruturação e formatação de documentos hiper textuais como XHTML (Extensible Hypertext Markup Language) e CSS (Cascade Style Sheet). Para a aplicação desse conhecimento, de forma geral, o web designer recorre a softwares de tratamento e edição de imagens, desenho e codificadores.